# Belkin
Belkin International, Inc. is een Amerikaans producent van consumentenelektronica, gespecialiseerd in connectiveitsapparatuur.
Het bedrijf is gevestigd in Los Angeles, Verenigde Staten. Belkin verkoopt zowel aan consumenten als aan commerciële bedrijven.

## Geschiedenis
Belkin is in 1983 opgericht in Hawthorne, Californië door Chet Pipkin. Twee keer stond het bedrijf in de prestigieuze lijst van de 500 snelst groeiende particuliere bedrijven in de Verenigde Staten. Het heeft vestigingen over de hele wereld, waaronder in het Verenigd Koninkrijk, Nederland, Hongkong en Australië.

## Assortiment
- Netwerken: routers

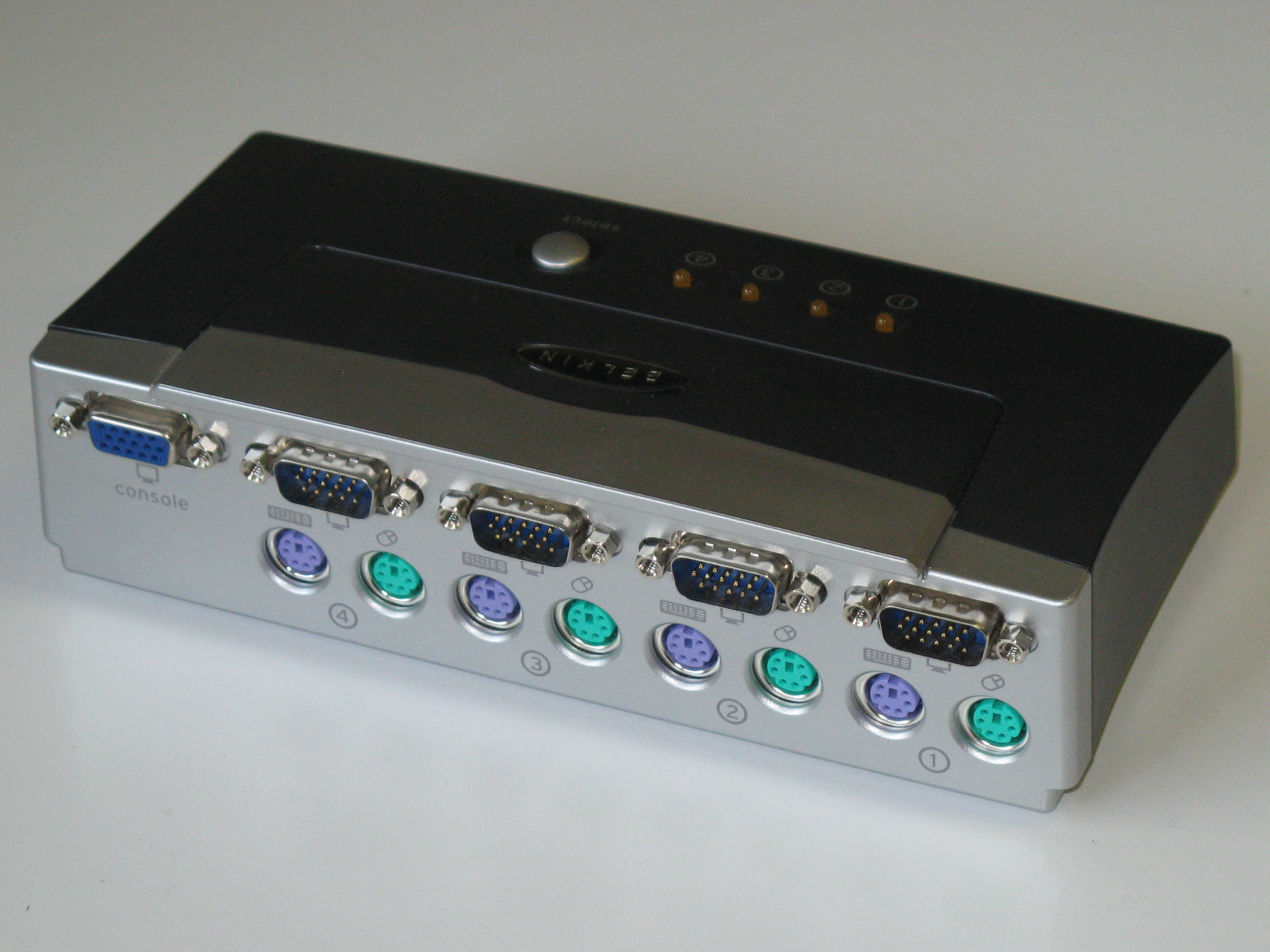
4-poorts KVM-switch van Belkin

- iPhone-, iPad- en iPod-accessoires: beschermhoesjes, FM-transmitters, laders
- Energiebesparende accessoires voor in huis
- Notebook- en netbookaccessoires: beschermhoezen, kussens, laptopkoelers, voedingsadapters
- Datacenter accessoires: rekken en kasten, KVM-switches
- Overspanningsbescherming
- USB-hubs en andere connectiviteitsrandapparatuur, zoals de Easy Transfer Cable
- Koper- en glasvezelkabels

## Acquisitie van Linksys
Op 15 maart 2013 heeft Belkin het routerbedrijf Linksys officieel overgenomen. Volgens Mathieu Whelan, een marketingmanager van Linksys, die nu dus voor Belkin werkt, zal Belkin in de toekomst zowel haar eigen merk als het merk Linksys handhaven.

## Belkin Pro Cycling Team
Op 1 juni 2013 heeft Belkin bekendgemaakt vanaf de Tour de France van 2013 in te stappen als nieuwe hoofdsponsor van de wielerploeg die op dat moment Blanco Pro Cycling heette. De nieuwe naam van deze ploeg werd hiermee Belkin Pro Cycling Team. Op 17 juni 2014 maakte Belkin bekend na het jaar 2014 te stoppen met de sponsoring.